# Route principale 16 (Suisse)
Pour les articles homonymes, voir H16 et Route 16.
La Route principale 16 est une route principale suisse reliant Tägerwilen à Schaanwald (Liechtenstein). La route a la particularité de se prolonger au Liechtenstein sur 9 kilomètres avec le même numéro.

## Parcours en Suisse
- Tägerwilen (sud de Constance (Allemagne))
- Wil
- Lichtensteig
- Wattwil
- Buchs

## Parcours au Liechtenstein
- Schaan
- Schaanwald, commune de Mauren (frontière autrichienne)